# Regeringen Ayrault
Regeringen Jean-Marc Ayrault var en fransk majoritets- och koalitionsregering bestående av Parti socialiste (PS), Europe Écologie–Les Verts (EELV) och Parti Radical de Gauche (PRG). Regeringen tillträdde den 16 maj 2012 och föreslogs dessförinnan av dess ledare, den nyligen tillträdde premiärministern Jean-Marc Ayrault till den nyligen tillträdde franske presidenten François Hollande. Efter dåliga resultat i kommunalvalet den 30 mars 2014 avgick regeringen Ayrault och efterträddes av regeringen Valls I med Manuel Valls som premiärminister. 
Regeringen bestod av 18 ministrar, varav 16 ministrarna från Parti socialiste, en från Europe Écologie–Les Verts och en från Parti Radical de Gauche.

## Ministrar
* Statsminister eller departementschef
| Titel                                               | Namn | Namn                   | Tillträdde   | Avgick       | Parti |
| --------------------------------------------------- | ---- | ---------------------- | ------------ | ------------ | ----- |
| Premiärminister                                     |      | Jean-Marc Ayrault*     | 15 maj 2012  | 31 mars 2014 | PS    |
| Utrikesminister                                     |      | Laurent Fabius         | 16 maj 2012  | 31 mars 2014 | PS    |
| Utbildningsminister                                 |      | Vincent Peillon        | 16 maj 2012  | 31 mars 2014 | PS    |
| Justitieminister                                    |      | Christiane Taubira     | 16 maj 2012  | 31 mars 2014 | PRG   |
| Finansminister                                      |      | Pierre Moscovici       | 16 maj 2012  | 31 mars 2014 | PS    |
| Socialminister                                      |      | Marisol Touraine       | 16 maj 2012  | 31 mars 2014 | PS    |
| Bostadsminister                                     |      | Cécile Duflot          | 16 maj 2012  | 31 mars 2014 | EELV  |
| Inrikesminister                                     |      | Manuel Valls           | 16 maj 2012  | 31 mars 2014 | PS    |
| Miljö- och energiminister                           |      | Nicole Bricq           | 16 maj 2012  | 18 juni 2012 | PS    |
| Miljö- och energiminister                           |      | Delphine Batho         | 18 juni 2012 | 31 mars 2014 | PS    |
| Produktiv återvinningsminister                      |      | Arnaud Montebourg      | 16 maj 2012  | 31 mars 2014 | PS    |
| Arbetsmarknadsminister                              |      | Michel Sapin           | 16 maj 2012  | 31 mars 2014 | PS    |
| Försvarsminister                                    |      | Jean-Yves Le Drian     | 16 maj 2012  | 31 mars 2014 | PS    |
| Kultur- och kommunikationsminister                  |      | Aurélie Filippetti     | 16 maj 2012  | 31 mars 2014 | PS    |
| Jämställdhetsminister Regeringens talesperson       |      | Najat Vallaud-Belkacem | 16 maj 2012  | 31 mars 2014 | PS    |
| Jordbruksminister                                   |      | Stéphane Le Foll       | 16 maj 2012  | 31 mars 2014 | PS    |
| Reform, decentraliserings- och förvaltningsminister |      | Marylise Lebranchu     | 16 maj 2012  | 31 mars 2014 | PS    |
| Terriorieminister                                   |      | Victorin Lurel         | 16 maj 2012  | 31 mars 2014 | PS    |
| Sportminister                                       |      | Valérie Fourneyron     | 16 maj 2012  | 31 mars 2014 | PS    |
| Hantverk, handel- och turismsminister               |      | Sylvia Pinel           | 18 juni 2012 | 31 mars 2014 | PRG   |
| Utriskeshandelminister                              |      | Nicole Bricq           | 18 juni 2012 | 31 mars 2014 | PS    |

## Vice ministrar
Regeringen består dessutom av 16 vice ministrar. 14 av vice ministrarna är från Parti socialiste, en är från Europe Écologie–Les Verts och en från Parti Radical de Gauche.
* Statsminister eller departementschef
| Titel                                             | Namn | Namn                   | Tillträdde   | Avgick       | Parti |
| ------------------------------------------------- | ---- | ---------------------- | ------------ | ------------ | ----- |
| Budgetviceminister                                |      | Jérôme Cahuzac*        | 15 maj 2012  | 19 mars 2013 | PS    |
| Budgetviceminister                                |      | Bernard Cazeneuve*     | 19 mars 2013 | 31 mars 2014 | PS    |
| Pedagogiska framgångviceminister                  |      | George Pau-Langevin    | 16 maj 2012  | 31 mars 2014 | PS    |
| Parlamentariska förbindelserviceminister          |      | Alain Vidalies         | 16 maj 2012  | 31 mars 2014 | PS    |
| Stadsviceminister                                 |      | François Lamy          | 16 maj 2012  | 31 mars 2014 | PS    |
| Europaviceminister                                |      | Bernard Cazeneuve*     | 15 maj 2012  | 19 mars 2013 | PS    |
| Europaviceminister                                |      | Thierry Repentin*      | 19 mars 2013 | 31 mars 2014 | PS    |
| Äldreviceminister                                 |      | Michèle Delaunay       | 16 maj 2012  | 31 mars 2014 | PS    |
| Social ekonomi- och Konsumtionviceminister        |      | Benoît Hamon           | 16 maj 2012  | 31 mars 2014 | PS    |
| Familjviceminister                                |      | Dominique Bertinotti   | 16 maj 2012  | 31 mars 2014 | PS    |
| Funktionshinderviceminister                       |      | Marie-Arlette Carlotti | 16 maj 2012  | 31 mars 2014 | PS    |
| Samarbeteviceminister                             |      | Pascal Canfin          | 16 maj 2012  | 31 mars 2014 | EELV  |
| Fransktalendeviceminister                         |      | Yamina Benguigui       | 16 maj 2012  | 31 mars 2014 | PS    |
| Transport- och Havviceminister                    |      | Frédéric Cuvillier     | 16 maj 2012  | 31 mars 2014 | PS    |
| SMF-, innovation- och digitala ekonomivieminister |      | Fleur Pellerin         | 16 maj 2012  | 31 mars 2014 | PS    |
| Veteranerviceminister                             |      | Kader Arif             | 16 maj 2012  | 31 mars 2014 | PS    |
| Decentraliseringviceminister                      |      | Anne-Marie Escoffier   | 18 juni 2012 | 31 mars 2014 | PRG   |
| Matviceminister                                   |      | Guillaume Garot        | 18 juni 2012 | 31 mars 2014 | PS    |
| Franska i utlandetviceminister                    |      | Hélène Conway-Mouret   | 18 juni 2012 | 31 mars 2014 | PS    |